# Burón
Burón è un comune spagnolo di 381 abitanti situato nella comunità autonoma di Castiglia e León.